# Qualification pour la Division IIB du Championnat du monde féminin de hockey sur glace 2017
Navigation
Qualification IIB 2016 Qualification IIB 2018
Le tournoi de Qualification pour la Division IIB du Championnat du monde féminin de hockey sur glace 2017 se déroule à Taipei à Taïwan du 12 au 17 décembre 2016.
| \| Localisation de Taipei, capitale de Taïwan. \| Localisation de Taipei, capitale de Taïwan. |
| Localisation de Taipei, capitale de Taïwan.                                                   |

## Format de la compétition
Le Championnat du monde féminin de hockey sur glace est un ensemble de plusieurs tournois regroupant les nations en fonction de leur niveau. Les meilleures équipes disputent le titre dans la Division Élite.
Les 8 équipes de la Division Élite sont réparties en deux groupes de 4 : les mieux classées dans le groupe A et les autres dans le groupe B. Chaque groupe est disputé sous la forme d'un championnat à matches simples. Les 2 premiers du groupe A sont qualifiés d'office pour les demi-finales. Les 2 derniers du groupe A et les 2 premiers du groupe B s'affrontent lors de quarts de finale croisés. Les 2 derniers du groupe B participent au tour de relégation qui détermine l'équipe qui est reléguée en Division IA lors de l'édition de 2018.
Pour les autres divisions qui comptent 6 équipes (sauf le groupe de Qualification pour la Division IIB qui en compte 5), les équipes s’affrontent entre elles et, à l'issue de cette compétition, le premier est promu dans la division supérieure et le dernier est relégué dans la division inférieure.
Lors des phases de poule, les points sont attribués ainsi :
- 3 points pour une victoire dans le temps réglementaire ;
- 2 points pour une victoire en prolongation ou aux tirs de fusillade ;
- 1 point pour une défaite en prolongation ou aux tirs de fusillade ;
- 0 point pour une défaite dans le temps réglementaire.

## Résultats
| 12 décembre 2016 | Belgique | 8-1 (3-0, 3-0, 2-1) | Afrique du Sud | Annex Ice Rink |

| Feuille de match | Feuille de match | Feuille de match | Feuille de match | Feuille de match              |
| ---------------- | ---------------- | ---------------- | ---------------- | ----------------------------- |
|                  |                  |                  |                  | Arbitrage : Juges de lignes : |
|                  |                  |                  |                  |                               |
|                  |                  |                  |                  |                               |
|                  |                  |                  |                  |                               |

| 12 décembre 2016 | Taïwan | 13-0 (4-0, 5-0, 4-0) | Bulgarie | Annex Ice Rink |

| Feuille de match | Feuille de match | Feuille de match | Feuille de match | Feuille de match              |
| ---------------- | ---------------- | ---------------- | ---------------- | ----------------------------- |
|                  |                  |                  |                  | Arbitrage : Juges de lignes : |
|                  |                  |                  |                  |                               |
|                  |                  |                  |                  |                               |
|                  |                  |                  |                  |                               |

| 13 décembre 2016 | Hong Kong | 0-7 (0-1, 0-4, 0-2) | Belgique | Annex Ice Rink |

| Feuille de match | Feuille de match | Feuille de match | Feuille de match | Feuille de match              |
| ---------------- | ---------------- | ---------------- | ---------------- | ----------------------------- |
|                  |                  |                  |                  | Arbitrage : Juges de lignes : |
|                  |                  |                  |                  |                               |
|                  |                  |                  |                  |                               |
|                  |                  |                  |                  |                               |

| 13 décembre 2016 | Afrique du Sud | 1-7 (0-2, 0-4, 1-1) | Taïwan | Annex Ice Rink |

| Feuille de match | Feuille de match | Feuille de match | Feuille de match | Feuille de match              |
| ---------------- | ---------------- | ---------------- | ---------------- | ----------------------------- |
|                  |                  |                  |                  | Arbitrage : Juges de lignes : |
|                  |                  |                  |                  |                               |
|                  |                  |                  |                  |                               |
|                  |                  |                  |                  |                               |

| 15 décembre 2016 | Afrique du Sud | 11-0 (3-0, 3-0, 5-0) | Bulgarie | Annex Ice Rink |

| Feuille de match | Feuille de match | Feuille de match | Feuille de match | Feuille de match              |
| ---------------- | ---------------- | ---------------- | ---------------- | ----------------------------- |
|                  |                  |                  |                  | Arbitrage : Juges de lignes : |
|                  |                  |                  |                  |                               |
|                  |                  |                  |                  |                               |
|                  |                  |                  |                  |                               |

| 15 décembre 2016 | Taïwan | 10-1 (3-1, 4-0, 3-0) | Hong Kong | Annex Ice Rink |

| Feuille de match | Feuille de match | Feuille de match | Feuille de match | Feuille de match              |
| ---------------- | ---------------- | ---------------- | ---------------- | ----------------------------- |
|                  |                  |                  |                  | Arbitrage : Juges de lignes : |
|                  |                  |                  |                  |                               |
|                  |                  |                  |                  |                               |
|                  |                  |                  |                  |                               |

| 16 décembre 2016 | Bulgarie | 0-6 (0-0, 0-3, 0-3) | Belgique | Annex Ice Rink |

| Feuille de match | Feuille de match | Feuille de match | Feuille de match | Feuille de match              |
| ---------------- | ---------------- | ---------------- | ---------------- | ----------------------------- |
|                  |                  |                  |                  | Arbitrage : Juges de lignes : |
|                  |                  |                  |                  |                               |
|                  |                  |                  |                  |                               |
|                  |                  |                  |                  |                               |

| 16 décembre 2016 | Hong Kong | 0-9 (0-4, 0-3, 0-2) | Afrique du Sud | Annex Ice Rink |

| Feuille de match | Feuille de match | Feuille de match | Feuille de match | Feuille de match              |
| ---------------- | ---------------- | ---------------- | ---------------- | ----------------------------- |
|                  |                  |                  |                  | Arbitrage : Juges de lignes : |
|                  |                  |                  |                  |                               |
|                  |                  |                  |                  |                               |
|                  |                  |                  |                  |                               |

| 17 décembre 2016 | Bulgarie | 6-2 (0-1, 4-1, 2-0) | Hong Kong | Annex Ice Rink |

| Feuille de match | Feuille de match | Feuille de match | Feuille de match | Feuille de match              |
| ---------------- | ---------------- | ---------------- | ---------------- | ----------------------------- |
|                  |                  |                  |                  | Arbitrage : Juges de lignes : |
|                  |                  |                  |                  |                               |
|                  |                  |                  |                  |                               |
|                  |                  |                  |                  |                               |

| 17 décembre 2016 | Belgique | 1-2 (0-0, 1-2, 0-0) | Taïwan | Annex Ice Rink |

| Feuille de match | Feuille de match | Feuille de match | Feuille de match | Feuille de match              |
| ---------------- | ---------------- | ---------------- | ---------------- | ----------------------------- |
|                  |                  |                  |                  | Arbitrage : Juges de lignes : |
|                  |                  |                  |                  |                               |
|                  |                  |                  |                  |                               |
|                  |                  |                  |                  |                               |

## Classement
Pour les significations des abréviations, voir statistiques du hockey sur glace.
| Clt   | Équipe         | PJ | V | VP | D | DP | BP | BC | Diff | Pts |
| ----- | -------------- | -- | - | -- | - | -- | -- | -- | ---- | --- |
| +001, | Taipei chinois | 4  | 4 | 0  | 0 | 0  | 32 | 3  | +29  | 12  |
| +002, | Belgique       | 4  | 3 | 0  | 1 | 0  | 22 | 3  | +19  | 9   |
| +003, | Afrique du Sud | 4  | 2 | 0  | 2 | 0  | 22 | 15 | +7   | 6   |
| +004, | Bulgarie       | 4  | 1 | 0  | 3 | 0  | 6  | 32 | -26  | 3   |
| +005, | Hong Kong      | 4  | 0 | 0  | 4 | 0  | 3  | 32 | -29  | 0   |

- Promu en Division IIB en 2018

## Statistiques individuelles
Pour les significations des abréviations, voir statistiques du hockey sur glace.
| Clt | Joueuse             | Équipe         | PJ | B  | A | Pts | Pun | +/- |
| --- | ------------------- | -------------- | -- | -- | - | --- | --- | --- |
| 1   | Yeh Hui-chen        | Taipei chinois | 4  | 11 | 4 | 15  | +8  | 0   |
| 2   | Hsu Ting-yu         | Taipei chinois | 4  | 4  | 6 | 10  | +8  | 0   |
| 3   | Chloe Schuurman     | Afrique du Sud | 4  | 5  | 4 | 9   | +8  | 0   |
| 4   | Liu Chih-lin        | Taipei chinois | 4  | 5  | 3 | 8   | +11 | 0   |
| 5   | Teng Yu-ting        | Taipei chinois | 4  | 5  | 3 | 8   | +5  | 2   |
| 6   | Donne van Doesburgh | Afrique du Sud | 4  | 3  | 5 | 8   | +5  | 2   |
| 7   | Huang Min-chuan     | Taipei chinois | 4  | 0  | 8 | 8   | +6  | 0   |
| 8   | Nicole Schuurman    | Afrique du Sud | 4  | 3  | 4 | 7   | +1  | 2   |
| 9   | Jessica Skinner     | Afrique du Sud | 4  | 1  | 6 | 7   | +4  | 0   |
| 10  | Leen de Decker      | Belgique       | 4  | 4  | 1 | 5   | +8  | 2   |

| Clt | Joueur             | Équipe         | PJ | Min          | BC | Moy  | %Arr  | Bl |
| --- | ------------------ | -------------- | -- | ------------ | -- | ---- | ----- | -- |
| 1   | Hsu Tzu-ting       | Taipei chinois | 2  | 120 min 0 s  | 2  | 1,00 | 96,30 | 0  |
| 1   | Nina van Orshaegen | Belgique       | 4  | 179 min 49 s | 3  | 1,00 | 96,30 | 0  |
| 3   | Wang Yun-tzu       | Taipei chinois | 2  | 120 min 0 s  | 1  | 0,50 | 94,74 | 1  |
| 4   | Chau Nga Sze       | Hong Kong      | 4  | 107 min 15 s | 13 | 7,27 | 89,68 | 0  |
| 5   | Danielle Kotze     | Afrique du Sud | 3  | 119 min 21 s | 7  | 3,52 | 88,71 | 1  |

Pour les significations des abréviations, voir statistiques du hockey sur glace.
Nota : seules sont classées les gardiennes ayant joué au minimum 40 % du temps de jeu de leur équipe.